# Wilhelm Peter Heinrich Virneisel
Wilhelm Peter Heinrich Virneisel (* 12. Mai 1902 in Koblenz; † 9. November 1995 in Siegsdorf) war ein deutscher Musikwissenschaftler,  Bibliothekar und Dirigent.

## Leben und Werk
Virneisel wurde 1902 als Sohn des Arztes August Virneisel (1866–1944) und seiner Frau Gertrude, geb. Vormann (1875–1954), in Koblenz geboren. Nach Ablegung der Reifeprüfung am Kaiserin-Augusta-Gymnasium in Koblenz, dem heutigen Görres-Gymnasium, Ostern 1920 begann Virneisel ein Studium der Medizin in Würzburg. Am 30. Oktober 1920 immatrikulierte er sich an der Universität Greifswald, die er aber bereits Ostern 1921 wieder verließ. Danach wechselte er an die Universität Bonn, trug sich zunächst für das Fach Heilkunde ein und studierte von Juli 1921 bis 1924 Musikwissenschaft, deutsche Literatur und Geschichte. Virneisel besuchte in dieser Zeit auch Lehrveranstaltungen des Kölner Konservatoriums. Er promovierte mit der Dissertation Christian Benjamin Klein und seine Sammlung musikalischer Handschriften (Bonn 1924). Zunächst wirkte Virneisel von 1923 bis 1924 als Kapellmeister am Stadttheater Koblenz. Virneisel legte 1931 in Leipzig die Prüfung für den höheren Dienst an wissenschaftlichen Bibliotheken ab. 1932 bis 1950 leitete er die Städtische Musikbücherei Dresden. Virneisel wurde 1950 Oberbibliothekar und 1951 bis 1956 kommissarischer Leiter der Musikabteilung der Deutschen Staatsbibliothek Berlin. 1956 emigrierte Virneisel in die Bundesrepublik Deutschland. Er nahm zunächst eine Anstellung am Johann-Sebastian-Bach-Institut in Göttingen an. Ab Januar 1957 wurde Virneisel Abteilungsleiter an der Universitätsbibliothek Tübingen. Er übernahm bis 1967 die wissenschaftliche Betreuung des Tübinger Depots des Musikalienbestandes der ehemaligen Preußischen Staatsbibliothek. Er trat 1967 an der Universitätsbibliothek Tübingen in den Ruhestand. Virneisel verlebte seinen Ruhestand in Siegsdorf (Oberbayern).